# 6713 Coggie
6713 Coggie (1990 KM) là một tiểu hành tinh vành đai chính được phát hiện ngày 21 tháng 5 năm 1990 bởi E. F. Helin ở Palomar.